# 利伯塔德

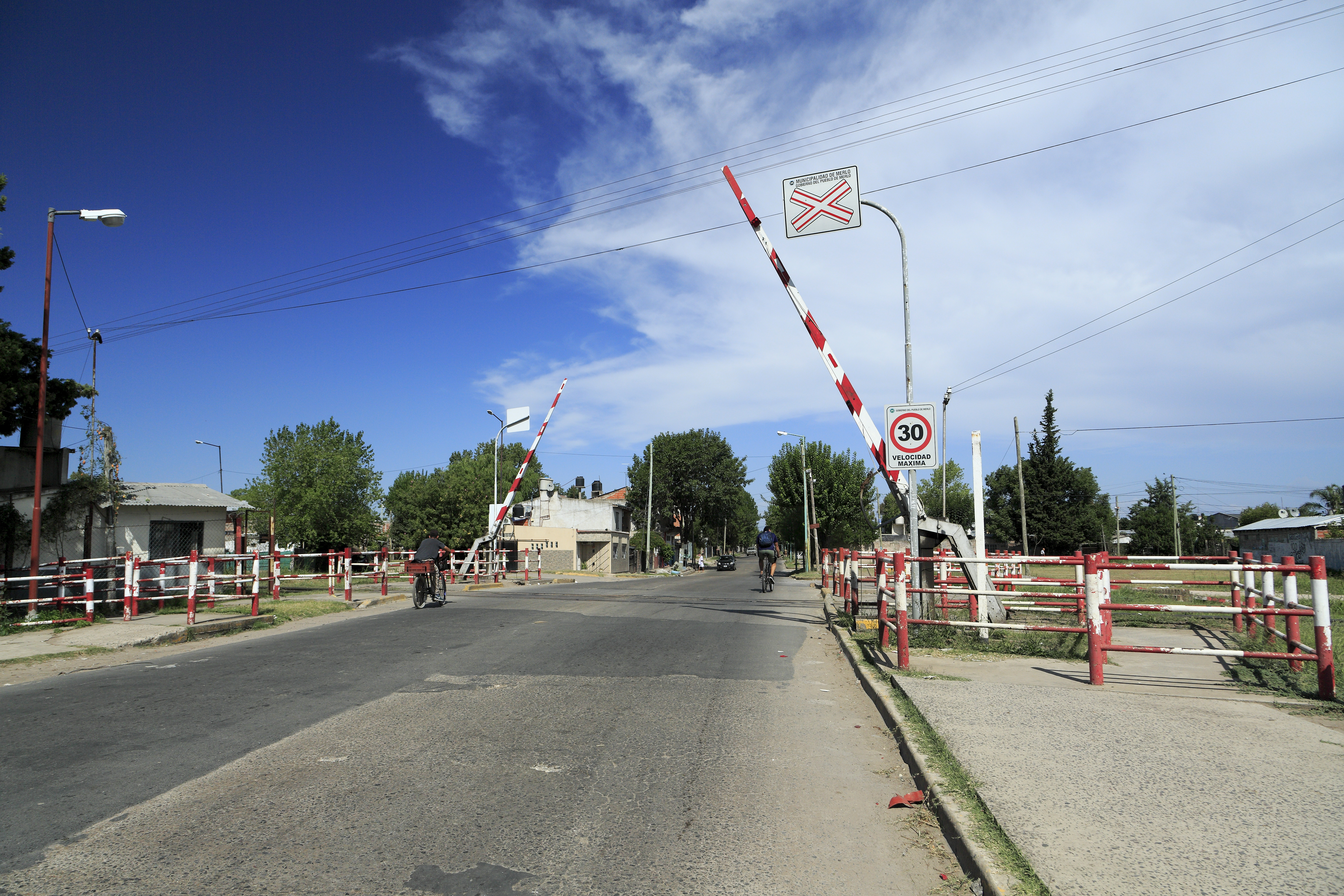
利伯塔德

利伯塔德（Libertad）是阿根廷的城市，位於該國東部，由布宜諾斯艾利斯省負責管轄，始建於十九世紀七十年代，海拔高度26米，鎮上的墳場建於1871年，2001年人口100,324。

## 外部連結
- （西班牙文） City of Libertad

34°41′26″S 58°41′20″W / 34.69056°S 58.68889°W